# Grapholita nebritana
Grapholita nebritana is een vlinder uit de familie bladrollers (Tortricidae). De wetenschappelijke naam is voor het eerst geldig gepubliceerd in 1830 door Georg Friedrich Treitschke.
De soort komt voor in Europa.